# Aristolochia brevipes
Aristolochia brevipes är en piprankeväxtart som beskrevs av George Bentham. Aristolochia brevipes ingår i släktet piprankor, och familjen piprankeväxter. Inga underarter finns listade i Catalogue of Life.